# UEFA U-19 축구 선수권 대회
UEFA U-19 축구 선수권 대회 혹은 UEFA 유러피언 U-19 챔피언십(UEFA European Under-19 Championship)은 유럽 축구 연맹(UEFA)이 주관하는 19세 이하 축구 국가대표팀간의 국가대항전으로 짝수 해에 열리는 대회는 FIFA U-20 월드컵의 유럽 지역 예선을 겸한다.

## 역대 대회

### FIFA 주니어 토너먼트 (FIFA Junior Tournament)
| 연도          | 개최국     | 우승         | 우승                                           | 우승         | 준우승     | 준우승                                    | 준우승     |
| 연도          | 개최국     | 우승         | 득점                                           | 준우승       | 3위        | 득점                                      | 4위        |
| ------------- | ---------- | ------------ | ---------------------------------------------- | ------------ | ---------- | ----------------------------------------- | ---------- |
| 1948년 자세히 | 잉글랜드   | 잉글랜드     | 3 – 2                                          | 네덜란드     | 벨기에     | 3 – 1                                     | 이탈리아   |
| 1949년 자세히 | 네덜란드   | 프랑스       | 4 – 1                                          | 네덜란드     | 벨기에     | 5 – 0                                     | 아일랜드   |
| 1950년 자세히 | 오스트리아 | 오스트리아   | 3 – 2                                          | 프랑스       | 네덜란드   | 6 – 0                                     | 룩셈부르크 |
| 1951년 자세히 | 프랑스     | 유고슬라비아 | 3 – 2                                          | 오스트리아   | 네덜란드   | 1 – 0                                     | 북아일랜드 |
| 1952년 자세히 | 스페인     | 스페인       | 0 – 0 (연장전) 골득실에서 앞선 스페인이 승리함 | 벨기에       | 오스트리아 | 5 – 5 오스트리아가 동전 던지기에서 승리함 | 잉글랜드   |
| 1953년 자세히 | 벨기에     | 헝가리       | 2 – 0                                          | 유고슬라비아 | 튀르키예   | 3 – 2                                     | 스페인     |
| 1954년 자세히 | 서독       | 스페인       | 2 – 2 (연장전) 골득실에서 앞선 스페인이 승리함 | 서독         | 아르헨티나 | 1 – 0                                     | 튀르키예   |

### UEFA 주니어 토너먼트 (UEFA Junior Tournament)
| 연도          | 개최국         | 결승전         | 결승전                                           | 결승전       | 3·4위전        | 3·4위전                                       | 3·4위전    |
| 연도          | 개최국         | 우승           | 득점                                             | 준우승       | 3위            | 득점                                          | 4위        |
| ------------- | -------------- | -------------- | ------------------------------------------------ | ------------ | -------------- | --------------------------------------------- | ---------- |
| 1957년 자세히 | 스페인         | 오스트리아     | 3 – 2                                            | 스페인       | 프랑스         | 0 – 0 공동 3위                                | 이탈리아   |
| 1958년 자세히 | 룩셈부르크     | 이탈리아       | 1 – 0                                            | 잉글랜드     | 프랑스         | 3 – 0                                         | 루마니아   |
| 1959년 자세히 | 불가리아       | 불가리아       | 1 – 0                                            | 이탈리아     | 헝가리         | 6 – 1                                         | 동독       |
| 1960년 자세히 | 오스트리아     | 헝가리         | 2 – 1                                            | 루마니아     | 포르투갈       | 2 – 1                                         | 오스트리아 |
| 1961년 자세히 | 포르투갈       | 포르투갈       | 4 – 0                                            | 폴란드       | 서독           | 2 – 1                                         | 스페인     |
| 1962년 자세히 | 루마니아       | 루마니아       | 4 – 1                                            | 유고슬라비아 | 체코슬로바키아 | 1 – 1 체코슬로바키아가 동전 던지기에서 승리함 | 튀르키예   |
| 1963년 자세히 | 잉글랜드       | 잉글랜드       | 4 – 0                                            | 북아일랜드   | 스코틀랜드     | 4 – 2                                         | 불가리아   |
| 1964년 자세히 | 네덜란드       | 잉글랜드       | 4 – 0                                            | 스페인       | 포르투갈       | 3 – 2                                         | 스코틀랜드 |
| 1965년 자세히 | 서독           | 동독           | 3 – 2                                            | 잉글랜드     | 체코슬로바키아 | 4 – 1                                         | 이탈리아   |
| 1966년 자세히 | 유고슬라비아   | 이탈리아       | 1 – 1 공동 우승                                  | 소련         | 유고슬라비아   | 2 – 0                                         | 스페인     |
| 1967년 자세히 | 튀르키예       | 소련           | 1 – 0                                            | 잉글랜드     | 튀르키예       | 1 – 1 터키가 동전 던지기에서 승리함           | 프랑스     |
| 1968년 자세히 | 프랑스         | 체코슬로바키아 | 2 – 1                                            | 프랑스       | 포르투갈       | 4 – 2                                         | 불가리아   |
| 1969년 자세히 | 동독           | 불가리아       | 1 – 1 (연장전) 불가리아가 동전 던지기에서 승리함 | 동독         | 소련           | 1 – 0                                         | 스코틀랜드 |
| 1970년 자세히 | 스코틀랜드     | 동독           | 1 – 1 (연장전) 동독이 동전 던지기에서 승리함     | 네덜란드     | 스코틀랜드     | 2 – 0                                         | 프랑스     |
| 1971년 자세히 | 체코슬로바키아 | 잉글랜드       | 3 – 0                                            | 포르투갈     | 동독           | 1 – 1 (승부차기 5 – 3)                        | 소련       |
| 1972년 자세히 | 스페인         | 잉글랜드       | 2 – 0                                            | 서독         | 폴란드         | 0 – 0 (승부차기 6 – 5)                        | 스페인     |
| 1973년 자세히 | 이탈리아       | 잉글랜드       | 3 – 2 (연장전)                                   | 동독         | 이탈리아       | 1 – 0                                         | 불가리아   |
| 1974년 자세히 | 스웨덴         | 불가리아       | 1 – 0                                            | 유고슬라비아 | 스코틀랜드     | 1 – 0                                         | 그리스     |
| 1975년 자세히 | 스위스         | 잉글랜드       | 1 – 0 (골든골)                                   | 핀란드       | 헝가리         | 2 – 2                                         | 튀르키예   |
| 1976년 자세히 | 헝가리         | 소련           | 1 – 0                                            | 헝가리       | 스페인         | 3 – 0                                         | 프랑스     |
| 1977년 자세히 | 벨기에         | 벨기에         | 2 – 1                                            | 불가리아     | 소련           | 7 – 2                                         | 서독       |
| 1978년 자세히 | 폴란드         | 소련           | 3 – 0                                            | 유고슬라비아 | 폴란드         | 3 – 1                                         | 스코틀랜드 |
| 1979년 자세히 | 오스트리아     | 유고슬라비아   | 1 – 0                                            | 불가리아     | 잉글랜드       | 0 – 0 (승부차기 4 – 3)                        | 프랑스     |
| 1980년 자세히 | 동독           | 잉글랜드       | 2 – 1                                            | 폴란드       | 이탈리아       | 3 – 0                                         | 네덜란드   |

### UEFA 유럽 청소년 축구 선수권 대회 (UEFA European Youth Championship)
UEFA U-18 축구 선수권 대회 (UEFA European U-18 Championship)
| 연도          | 개최국         | 결승전     | 결승전                 | 결승전         | 3·4위전    | 3·4위전                | 3·4위전      |
| 연도          | 개최국         | 우승       | 득점                   | 준우승         | 3위        | 득점                   | 4위          |
| ------------- | -------------- | ---------- | ---------------------- | -------------- | ---------- | ---------------------- | ------------ |
| 1981년 자세히 | 서독           | 서독       | 1 – 0                  | 폴란드         | 프랑스     | 1 – 1 (승부차기 2 – 0) | 스페인       |
| 1982년 자세히 | 핀란드         | 스코틀랜드 | 3 – 1                  | 체코슬로바키아 | 소련       | 3 – 1                  | 폴란드       |
| 1983년 자세히 | 잉글랜드       | 프랑스     | 1 – 0                  | 체코슬로바키아 | 잉글랜드   | 1 – 1 (승부차기 4 – 2) | 이탈리아     |
| 1984년 자세히 | 소련           | 헝가리     | 0 – 0 (승부차기 3 – 2) | 소련           | 폴란드     | 2 – 1                  | 아일랜드     |
| 1986년 자세히 | 유고슬라비아   | 동독       | 3 – 1                  | 이탈리아       | 서독       | 1 – 0                  | 스코틀랜드   |
| 1988년 자세히 | 체코슬로바키아 | 소련       | 3 – 1 (연장전)         | 포르투갈       | 동독       | 2 – 0                  | 스페인       |
| 1990년 자세히 | 헝가리         | 소련       | 0 – 0 (승부차기 4 – 2) | 포르투갈       | 스페인     | 1 – 0                  | 잉글랜드     |
| 1992년 자세히 | 독일           | 튀르키예   | 2 – 1 (골든골)         | 포르투갈       | 노르웨이   | 1 – 1 (승부차기 8 – 7) | 잉글랜드     |
| 1993년 자세히 | 잉글랜드       | 잉글랜드   | 1 – 0                  | 튀르키예       | 스페인     | 2 – 1                  | 포르투갈     |
| 1994년 자세히 | 스페인         | 포르투갈   | 1 – 1 (승부차기 4 – 1) | 독일           | 스페인     | 5 – 2                  | 네덜란드     |
| 1995년 자세히 | 그리스         | 스페인     | 4 – 1                  | 이탈리아       | 그리스     | 5 – 0                  | 네덜란드     |
| 1996년 자세히 | 프랑스         | 프랑스     | 1 – 0                  | 스페인         | 잉글랜드   | 3 – 2 (연장전)         | 벨기에       |
| 1997년 자세히 | 아이슬란드     | 프랑스     | 1 – 0 (골든골)         | 포르투갈       | 스페인     | 2 – 1                  | 아일랜드     |
| 1998년 자세히 | 키프로스       | 아일랜드   | 1 – 1 (승부차기 4 – 3) | 독일           | 크로아티아 | 0 – 0 (승부차기 5 – 4) | 포르투갈     |
| 1999년 자세히 | 스웨덴         | 포르투갈   | 1 – 0                  | 이탈리아       | 아일랜드   | 1 – 0                  | 그리스       |
| 2000년 자세히 | 독일           | 프랑스     | 1 – 0                  | 우크라이나     | 독일       | 3 – 1                  | 체코         |
| 2001년 자세히 | 핀란드         | 폴란드     | 3 – 1                  | 체코           | 스페인     | 6 – 2                  | 유고슬라비아 |

UEFA U-19 축구 선수권 대회 (UEFA European U-19 Championship)
| 연도          | 개최국       | 결승전                                 | 결승전                                 | 결승전                                 | 3·4위전                                | 3·4위전                                | 3·4위전                                |
| 연도          | 개최국       | 우승                                   | 득점                                   | 준우승                                 | 3위                                    | 득점                                   | 4위                                    |
| ------------- | ------------ | -------------------------------------- | -------------------------------------- | -------------------------------------- | -------------------------------------- | -------------------------------------- | -------------------------------------- |
| 2002년 자세히 | 노르웨이     | 스페인                                 | 1 – 0                                  | 독일                                   | 슬로바키아                             | 2 – 1                                  | 아일랜드                               |
| 연도          | 개최국       | 결승전                                 | 결승전                                 | 결승전                                 | 준결승전 패배 팀                       | 준결승전 패배 팀                       | 준결승전 패배 팀                       |
| 연도          | 개최국       | 우승                                   | 득점                                   | 준우승                                 | 준결승전 패배 팀                       | 준결승전 패배 팀                       | 준결승전 패배 팀                       |
| 2003년 자세히 | 리히텐슈타인 | 이탈리아                               | 2 – 0                                  | 포르투갈                               | 오스트리아, 체코                       | 오스트리아, 체코                       | 오스트리아, 체코                       |
| 2004년 자세히 | 스위스       | 스페인                                 | 1 – 0                                  | 튀르키예                               | 스위스, 우크라이나                     | 스위스, 우크라이나                     | 스위스, 우크라이나                     |
| 2005년 자세히 | 북아일랜드   | 프랑스                                 | 3 – 1                                  | 잉글랜드                               | 독일, 세르비아 몬테네그로              | 독일, 세르비아 몬테네그로              | 독일, 세르비아 몬테네그로              |
| 2006년 자세히 | 폴란드       | 스페인                                 | 2 – 1                                  | 스코틀랜드                             | 오스트리아, 체코                       | 오스트리아, 체코                       | 오스트리아, 체코                       |
| 2007년 자세히 | 오스트리아   | 스페인                                 | 1 – 0                                  | 그리스                                 | 프랑스, 독일                           | 프랑스, 독일                           | 프랑스, 독일                           |
| 2008년 자세히 | 체코         | 독일                                   | 3 – 1                                  | 이탈리아                               | 체코, 헝가리                           | 체코, 헝가리                           | 체코, 헝가리                           |
| 2009년 자세히 | 우크라이나   | 우크라이나                             | 2 – 0                                  | 잉글랜드                               | 프랑스, 세르비아                       | 프랑스, 세르비아                       | 프랑스, 세르비아                       |
| 2010년 자세히 | 프랑스       | 프랑스                                 | 2 – 1                                  | 스페인                                 | 크로아티아, 잉글랜드                   | 크로아티아, 잉글랜드                   | 크로아티아, 잉글랜드                   |
| 2011년 자세히 | 루마니아     | 스페인                                 | 3 – 2 (연장전)                         | 체코                                   | 아일랜드, 세르비아                     | 아일랜드, 세르비아                     | 아일랜드, 세르비아                     |
| 2012년 자세히 | 에스토니아   | 스페인                                 | 1 – 0                                  | 그리스                                 | 잉글랜드, 프랑스                       | 잉글랜드, 프랑스                       | 잉글랜드, 프랑스                       |
| 2013년 자세히 | 리투아니아   | 세르비아                               | 1 – 0                                  | 프랑스                                 | 포르투갈, 스페인                       | 포르투갈, 스페인                       | 포르투갈, 스페인                       |
| 2014년 자세히 | 헝가리       | 독일                                   | 1 – 0                                  | 포르투갈                               | 오스트리아, 세르비아                   | 오스트리아, 세르비아                   | 오스트리아, 세르비아                   |
| 2015년 자세히 | 그리스       | 스페인                                 | 2 – 0                                  | 러시아                                 | 프랑스, 그리스                         | 프랑스, 그리스                         | 프랑스, 그리스                         |
| 2016년 자세히 | 독일         | 프랑스                                 | 4 – 0                                  | 이탈리아                               | 잉글랜드, 포르투갈                     | 잉글랜드, 포르투갈                     | 잉글랜드, 포르투갈                     |
| 2017년 자세히 | 조지아       | 잉글랜드                               | 2 – 1                                  | 포르투갈                               | 체코, 네덜란드                         | 체코, 네덜란드                         | 체코, 네덜란드                         |
| 2018년 자세히 | 핀란드       | 포르투갈                               | 4 – 3 (연장전)                         | 이탈리아                               | 프랑스, 우크라이나                     | 프랑스, 우크라이나                     | 프랑스, 우크라이나                     |
| 2019년 자세히 | 아르메니아   | 스페인                                 | 2 – 0 (연장전)                         | 포르투갈                               | 프랑스, 아일랜드                       | 프랑스, 아일랜드                       | 프랑스, 아일랜드                       |
| 2020년 자세히 | 북아일랜드   | 코로나19 범유행의 여파로 인하여 취소됨 | 코로나19 범유행의 여파로 인하여 취소됨 | 코로나19 범유행의 여파로 인하여 취소됨 | 코로나19 범유행의 여파로 인하여 취소됨 | 코로나19 범유행의 여파로 인하여 취소됨 | 코로나19 범유행의 여파로 인하여 취소됨 |
| 2021년 자세히 | 루마니아     | 코로나19 범유행의 여파로 인하여 취소됨 | 코로나19 범유행의 여파로 인하여 취소됨 | 코로나19 범유행의 여파로 인하여 취소됨 | 코로나19 범유행의 여파로 인하여 취소됨 | 코로나19 범유행의 여파로 인하여 취소됨 | 코로나19 범유행의 여파로 인하여 취소됨 |
| 2022년 자세히 | 슬로바키아   | 잉글랜드                               | 3 – 1 (연장전)                         | 이스라엘                               | 프랑스, 이탈리아                       | 프랑스, 이탈리아                       | 프랑스, 이탈리아                       |
| 2023년 자세히 | 몰타         | 이탈리아                               | 1 – 0                                  | 포르투갈                               | 스페인, 노르웨이                       | 스페인, 노르웨이                       | 스페인, 노르웨이                       |
| 2024년 자세히 | 북아일랜드   | 스페인                                 | 2 – 0                                  | 프랑스                                 | 이탈리아, 우크라이나                   | 이탈리아, 우크라이나                   | 이탈리아, 우크라이나                   |

## 같이 보기
- UEFA U-19 여자 축구 선수권 대회